# Franz Bulla
Franz Bulla, auch Friedrich Heinrich Bulla, (* 1754 in Prag; † 1819) war ein österreichischer Theaterschauspieler, -leiter und -regisseur.

## Leben
Bulla begann 1776 seine Bühnenlaufbahn. 1781 übernahm er das Linzer Theater und wurde drei Jahre später als Regisseur nach Prag berufen. Dort gründete er 1785 das Böhmische Theater und kam ein Jahr später zur Gesellschaft der Johanna Schmalögger, welche an ihm einen vortrefflichen Schauspieler gewann. Sie vertrugen sich jedoch nicht lange, und 1789 übernahm er die vereinigten Theater zu Pest und Ofen, 1790 das Theater in Kaschau, 1791 die Lemberger Bühne. 1811 war er immer noch Schauspieldirektor in Lemberg.
Bulla war ein vortrefflicher Vertreter des Faches der Helden- und Charakterdarsteller.
Verheiratet war er mit Edmonda Fiedler, seine Tochter war Sofie Wilhelmine Marie Koberwein, sein Schwiegersohn Josef Koberwein und seine Enkelin Elisabeth Fichtner, geborene Koberwein. Marie Fichtner und Adolf Fichtner, Kinder der vorgenannten, waren somit seine Urenkel. Alle waren Schauspieler. Marie Arnsburg, eine österreichische Malerin, war die Tochter von Marie Fichtner und dem Schauspieler Friedrich Ludwig Arnsburg, also seine Ururenkelin.